# Гольдфарб, Вениамин Иосифович
Вениамин Иосифович Гольдфарб (1 февраля 1941, Ижевск — 12 ноября 2019, Солт-Лейк Сити, США) — советский и российский учёный, доктор технических наук, профессор, заслуженный деятель науки РФ.

## Биография
Окончил Ижевский механический институт (1962) по специальности инженер-механик. Работал там же, с 1994 — заведующий кафедрой и директор Института механики ИжГТУ.
Доктор технических наук (1986), профессор (1988).
Разработал научные основы и методологию проектирования автоматизированного анализа и синтеза спироидных и подобных им передач.
Получил свыше 80 патентов и авторских свидетельств на изобретения. Автор более 300 печатных работ.
Заслуженный деятель науки РФ (02.08.1997). Почётный работник высшего профессионального образования РФ.

### Научные труды
- Спироидные редукторы трубопроводной арматуры [Текст] = Spiroid gearboxes for pipeline valves / Гольдфарб В. И. [и др.]; под ред. В. И. Гольдфарба. — Москва : Вече, 2011. — 222 с. : ил., табл.; 21 см; ISBN 978-5-9533-5882-8
- Спироидные редукторы для работы в экстремальных условиях [Текст] : монография / [В. И. Гольдфарб и др.]; под ред. В. И. Гольдфарба ; М-во образования и науки Российской Федерации, Федеральное гос. бюджетное образовательное учреждение высш. проф. образования «Ижевский гос. технический ун-т им. М. Т. Калашникова». — Ижевск : Изд-во ИжГТУ, 2014. — 154 с. : ил., табл.; 22 см; ISBN 978-5-7526-0650-2